# Dan-Air
Dan-Air (legalmente Dan Air Services Limited) fue una aerolínea con sede en el Reino Unido y una filial de propiedad total de la firma de corretaje marítimo Davies and Newman, con sede en Londres. Comenzó operaciones en 1953 con una sola aeronave. Inicialmente, operaba vuelos chárter de carga y pasajeros desde los aeropuertos de Southend (1953–1955) y Blackbushe (1955–1960) utilizando diversas aeronaves con motor de pistón, antes de trasladarse a una nueva base en el Aeropuerto de Gatwick en 1960, seguida de una expansión hacia vuelos chárter del tipo viaje combinado (IT) y servicios regulares durante todo el año. La incorporación de dos jets de Havilland Comet serie 4 en 1966 convirtió a Dan-Air en la segunda aerolínea independiente británica (después de British United Airways) en iniciar operaciones sostenidas con reactores.
A comienzos de los años 70, la aerolínea adquirió dos Boeing 707 para vuelos transatlánticos del tipo affinity group y Advance Booking Charter hacia Canadá y Estados Unidos. En 1973, Dan-Air se convirtió en la primera aerolínea británica en operar el trirreactor Boeing 727. Para mediados de los años 70, se había convertido en la mayor aerolínea independiente del Reino Unido, tanto en número de pasajeros transportados como en tamaño de flota, operando la mayor flota de chárteres del país. En esta época también, una empleada de Dan-Air, Yvonne Pope Sintes, se convirtió en la primera mujer piloto al mando de reactores tanto del Reino Unido como de Europa.
A principios de los años 80, la aerolínea también se convirtió en el principal operador de vuelos de apoyo a la industria petrolera con ala fija, operando una flota de 13 Hawker Siddeley 748 turbopropulsores entre bases en el territorio escocés y las Islas Shetland, bajo contrato con empresas involucradas en la exploración de hidrocarburos en el mar del Norte. En 1983, Dan-Air fue la primera aerolínea en lanzar operaciones comerciales con el British Aerospace 146 jet regional. La adquisición de un Airbus A300 en 1986 marcó el debut de la compañía en el segmento de aeronaves de fuselaje ancho, y hacia finales de los años 80 hubo una gran expansión de sus actividades regulares, incluyendo la introducción de servicios en dos clases en rutas troncales. El número de pasajeros alcanzó su punto máximo en 1989 con 6,2 millones (1,8 millones en servicios regulares).
La falta de integración vertical con un operador turístico, junto con una flota ineficiente dominada por Boeing 727 y BAC One-Eleven envejecidos, hicieron que Dan-Air fuera poco competitiva, lo que resultó en una creciente marginación, dificultades financieras y un cambio en la alta dirección y en la estrategia empresarial a principios de los años 90. Tras intentos fallidos de fusionarse con un competidor, la aerolínea en declive fue vendida a British Airways en 1992 por la suma simbólica de £1.

## Historia

### Comienzos

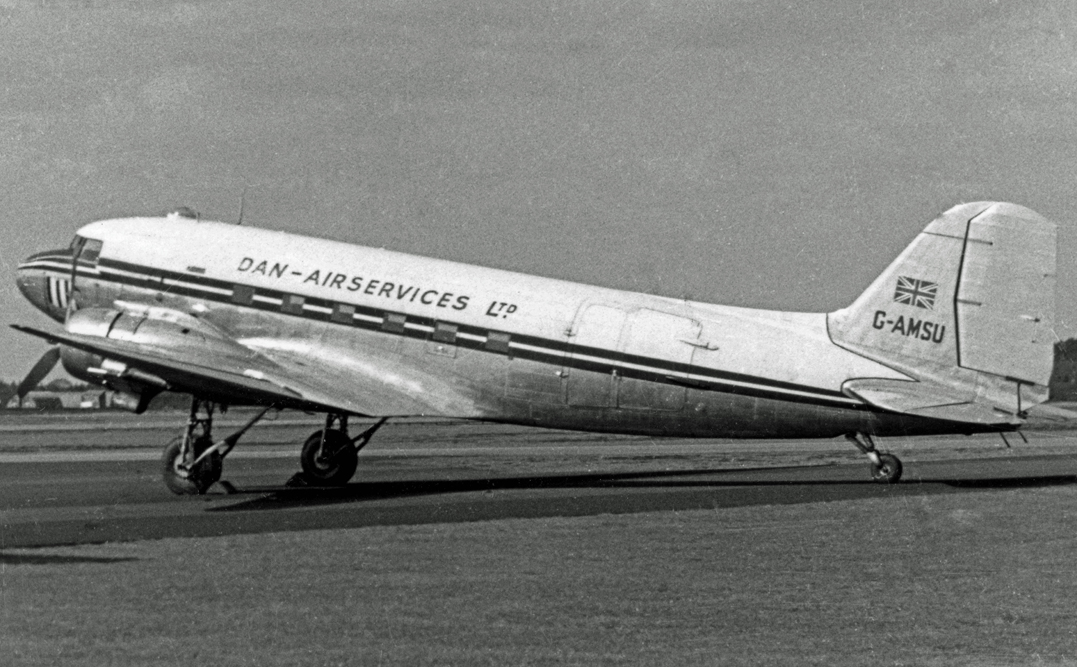
La primera aeronave de la aerolínea, G-AMSU, un Douglas C-47B Dakota 4 en el Aeropuerto de Blackbushe en 1955 con los títulos iniciales de Dan-Air Services

La compañía matriz de Dan-Air, Davies and Newman, se dedicaba al corretaje marítimo en la City de Londres desde 1922. Posteriormente, diversificó sus actividades hacia el corretaje de vuelos chárter desde una oficina en el Baltic Mercantile and Shipping Exchange de Londres. Entre los clientes para los que Davies and Newman actuaba como corredor de vuelos chárter se encontraba una pequeña aerolínea llamada Meredith Air Transport. Meredith fue fundada en 1952 como un pequeño operador chárter ad hoc y operaba una única aeronave Douglas DC-3 desde el Aeropuerto de Southend, donde también tenía su sede. Cuando la única aeronave de Meredith sufrió un incidente al despegar del Aeropuerto de Atarot de Jerusalén en la víspera de Navidad de 1952, que dañó la rueda de cola del avión, esto provocó una gran interrupción en las operaciones de la compañía. Como resultado, Meredith pronto enfrentó dificultades financieras. Davies and Newman acordó aceptar una garantía prendaria sobre la aeronave de Meredith a cambio de asistencia financiera. Cuando los problemas financieros de Meredith empeoraron y la garantía venció, Davies & Newman se hizo con la aeronave, junto con un contrato de seis meses para operar una serie de vuelos chárter entre Southend y el Aeropuerto de Tempelhof en Berlín Occidental, como parte del segundo "pequeño puente aéreo de Berlín".
Dan-Air comenzó sus servicios comerciales en el Reino Unido en mayo de 1953 con la aeronave que había adquirido de Meredith Air Transport, un único Douglas DC-3 con matrícula G-AMSU. La aerolínea naciente recibió su certificado de operador aéreo el 23 de mayo de 1953.
El nombre de Dan-Air se derivó de las iniciales de su empresa matriz: Davies, And, Newman. La empresa fue constituida el 21 de mayo de 1953 como Dan Air Services Limited, con un capital de £5,000. Para enfatizar que se trataba de una empresa británica y no danesa, las aeronaves de la aerolínea mostraban el sufijo "London" junto al nombre Dan-Air en ambos lados del fuselaje. Esta convención se mantuvo hasta un año antes de la absorción de Dan-Air por parte de British Airways, cuando el sufijo "London" fue eliminado de los títulos del fuselaje.
El primer servicio comercial de Dan-Air —un vuelo chárter ad hoc desde Southend vía Mánchester hasta el Shannon— tuvo lugar en junio de 1953. Las operaciones continuaron inicialmente desde la antigua base de Meredith en Southend, donde Meredith gestionó las operaciones de Dan-Air durante los primeros seis meses. (Tras finalizar el contrato de Meredith para gestionar las operaciones de Dan-Air en Southend, Meredith Air Transport cambió su nombre a African Air Safaris el 29 de noviembre de 1954.)

### Áreas de actividad comercial
Dan-Air operaba vuelos chárter de paquetes turísticos completos (IT),: 27  servicios regulares regionales de corta distancia,: 27  vuelos transatlánticos y otros vuelos chárter mundiales para grupos de afinidad o con reserva anticipada (vuelos ABC),: 28  vuelos de apoyo a la industria petrolera: 30  y operaciones ad hoc, incluidos servicios exclusivamente de carga desde el Aeropuerto de Londres-Gatwick, otros aeropuertos británicos y el Aeropuerto de Berlín-Tegel en Berlín Occidental.

### Éxito comercial

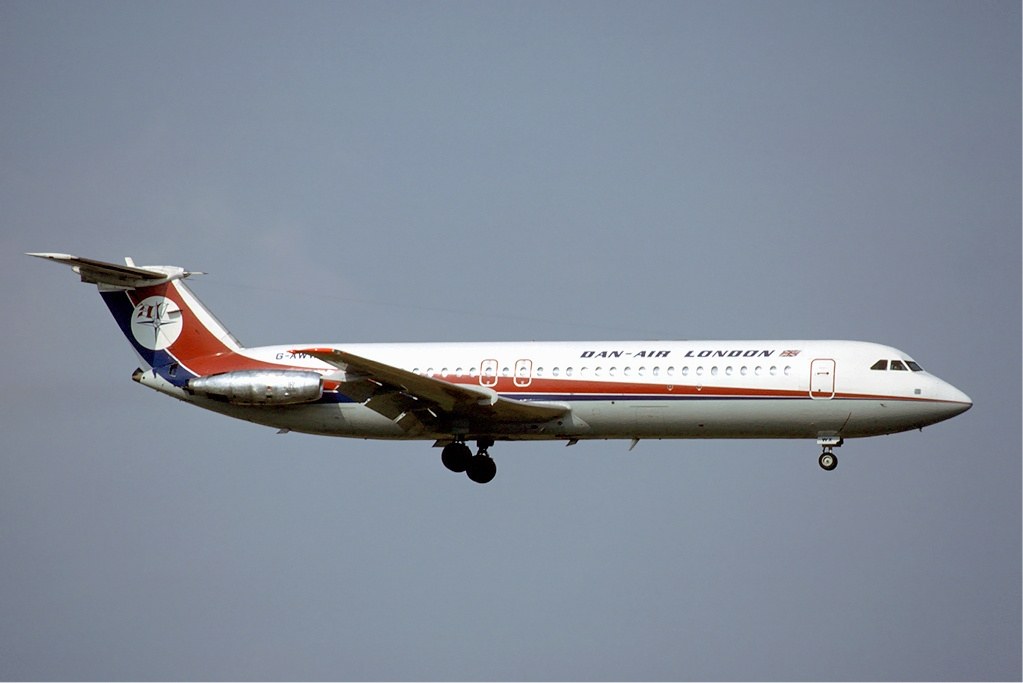
Un BAC One-Eleven de Dan-Air aterrizando en el Aeropuerto de Zúrich en mayo de 1985

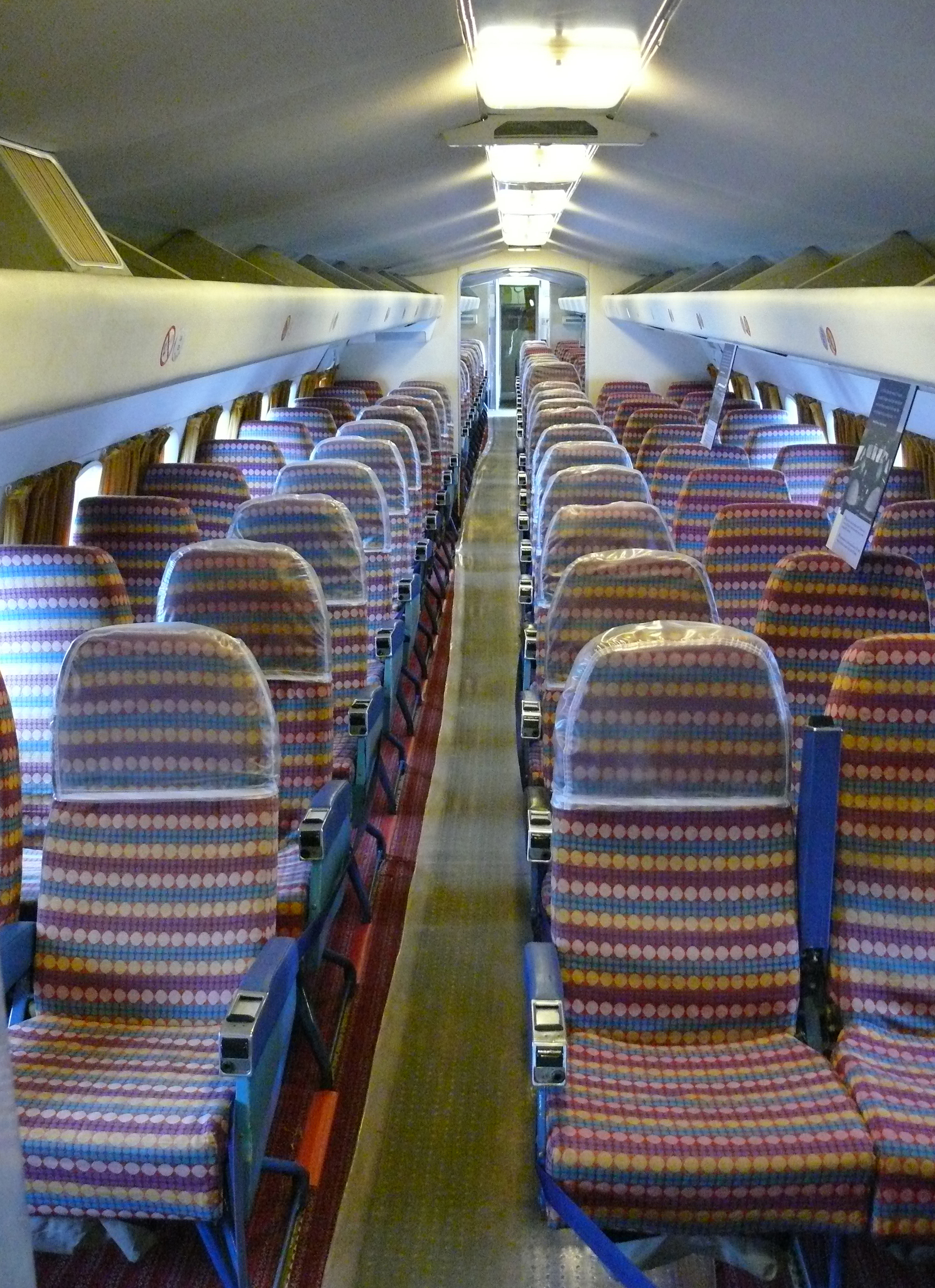
Interior del Comet 4C G-BDIX de Dan-Air en exhibición en el Museo Nacional del Vuelo, East Fortune, Escocia

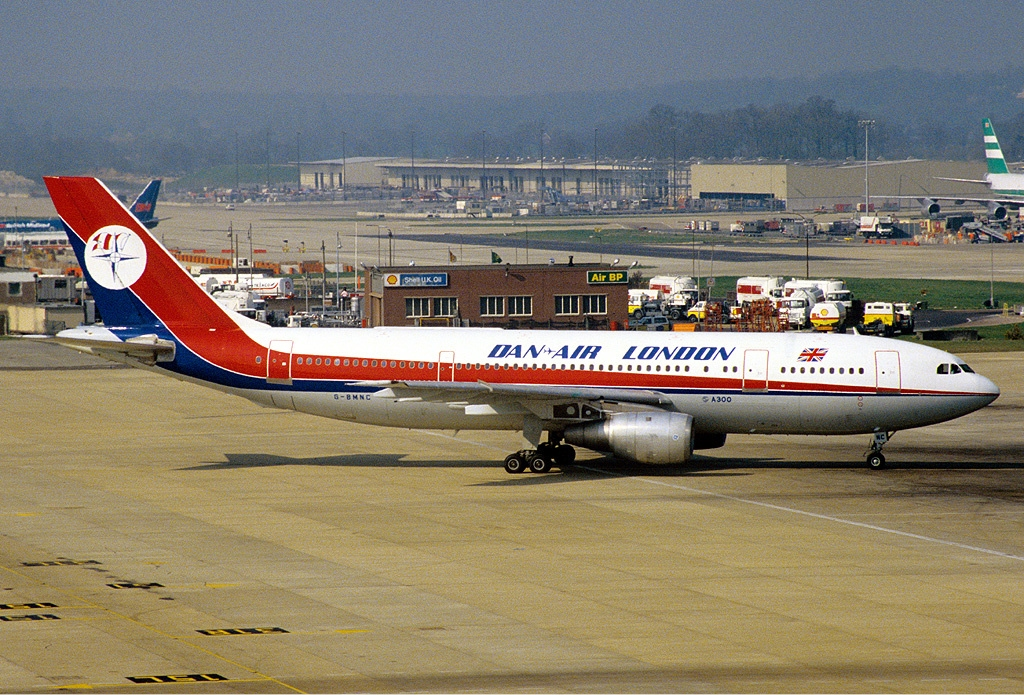
Un Airbus A300 de Dan-Air rodando hacia su posición en el Aeropuerto de Londres-Gatwick en marzo de 1990

La adquisición en 1954 de tres Avro York ex RAF Transport Command resultó en la creación de Dan-Air Engineering como una empresa hermana en Lasham, un aeródromo desactivado de la Segunda Guerra Mundial en Hampshire, para mantener su flota y la de otros operadores.
La adquisición de un segundo DC-3 en 1954 llevó a Dan-Air a trasladar su base principal de operaciones de Southend a Blackbushe al año siguiente. La base principal fue trasladada a Gatwick en 1960 cuando Blackbushe cerró a la aviación comercial.
La llegada de Dan-Air a Gatwick en 1960 coincidió con la puesta en servicio de tres antiguos Butler Air Transport Airspeed Ambassador, los primeros aviones presurizados de la aerolínea. Esto marcó el inicio de una gran expansión en el mercado de vuelos chárter para vacaciones organizadas, incluidos sus primeros programas chárter desde Mánchester. Horizon Holidays fue uno de los primeros turoperadores en contratar sus aviones. Para mediados de la década de 1960, la flota de Ambassador había aumentado a siete unidades, y realizaba la mayoría de los vuelos de vacaciones hasta que los Comet y los One-Eleven asumieron la mayor parte de estas operaciones hacia finales de la década.
En 1966, Dan-Air introdujo su primer par de Comet serie 4 ex British Overseas Airways Corporation (BOAC), lo que la convirtió en la segunda aerolínea independiente británica después de British United Airways en operar aviones a reacción de forma continua. Esto marcó el inicio de una expansión sostenida, constante y en su mayoría rentable.
A fines de la década de 1960, Dan-Air se había convertido en el tercer operador con más presencia en Gatwick, después de British United Airways y Caledonian Airways.
En octubre de 1970, la Junta de Aeronáutica Civil de los Estados Unidos otorgó a Dan-Air un permiso de transportista extranjero por un período de cinco años. Este entró en vigor el 5 de abril de 1971 y permitió a la aerolínea operar vuelos chárter regulares transatlánticos para grupos de afinidad entre el Reino Unido y los EE. UU. Para ayudar en la comercialización de su capacidad transatlántica a los organizadores de estos grupos en ambos países, Dan-Air estableció una nueva empresa conjunta llamada **Dan-Air Intercontinental**, en colaboración con **CPS Aviation Services**, como una filial de propiedad compartida. Los vuelos comenzaron a finales de marzo de 1971 con un Boeing 707-321 adquirido de segunda mano a Pan American World Airways (Pan Am). El exitoso lanzamiento de la empresa conjunta transatlántica de Dan-Air llevó a la adquisición de un segundo 707-321 de Pan Am en 1972, y ambos aviones continuaron siendo empleados principalmente en vuelos chárter transatlánticos entre el Reino Unido, Canadá y los EE. UU. hasta su retiro en 1978.
La empresa matriz de Dan-Air, **Davies and Newman Holdings**, se convirtió en una sociedad cotizada en bolsa cuando fue lanzada en la Bolsa de Valores de Londres a finales de 1971. El grupo fue valorado en 5 millones de libras esterlinas al debutar en el mercado bursátil. Esto proporcionó los fondos para expandir su negocio chárter, construir una red de servicios regulares regionales entre aeropuertos secundarios de Europa (con especial énfasis en el Reino Unido e Irlanda), entrar al mercado transatlántico de grupos de afinidad/ABC: 28  y consolidarse como operador líder de vuelos de apoyo a la industria petrolera en aeronaves de ala fija.: 30  Esto permitió a la aerolínea ampliar su flota, lo que condujo a la introducción del One-Eleven, Boeing 707, Hawker Siddeley 748, Boeing 727, Boeing 737, BAe 146: 28  y, finalmente, el Airbus A300.
La mayoría fueron adquiridos de segunda mano.
En 1972, Dan-Air cofundó **Gatwick Handling**, una empresa de asistencia en tierra con sede en Gatwick, junto con Laker Airways. Cada empresa poseía el 50 % al momento de su fundación.
A mediados de la década de 1970, Dan-Air se había convertido en el segundo mayor operador residente en Gatwick, después de British Caledonian. Desde entonces, operó la mayor flota de aerolíneas independientes del Reino Unido, así como la mayor flota chárter británica. Operar una gran flota con aeronaves de distintos tamaños le daba a la aerolínea una flexibilidad sin igual entre los operadores chárter europeos para adaptarse a los requerimientos de diferentes operadores turísticos. En el Reino Unido, Dan-Air era superada solo por British Airways en tamaño de flota.: 27  Durante la mayor parte de este periodo, Dan-Air tuvo más de 50 aviones,: 30  empleaba a unas 3.000 personas: 28 : 29  y, hacia finales de los años 80, transportaba a 6 millones de pasajeros al año, casi un tercio de ellos en servicios regulares.
Dan-Air marcó la década de 1980 con un cambio de imagen corporativa. La primera etapa consistió en una nueva librea para toda la flota. Un Boeing 727-100, el primer par de Boeing 727-200 Advanced y su primer Boeing 737 fueron los primeros en lucir la nueva imagen. La segunda etapa renovó los interiores de la flota con un estilo de aeronave de fuselaje ancho a medida que cada avión pasaba por mantenimiento. La etapa final incluyó cambios en la papelería, fundas de boletos, portadas de horarios, señalización en aeropuertos y etiquetas de equipaje, así como en el logotipo utilizado en campañas publicitarias y de relaciones públicas.
Para cuando British Airways adquirió a British Caledonian, Dan-Air se había convertido en el segundo mayor titular de franjas horarias de Gatwick, con el 16 % de los slots. Dan-Air proporcionaba el presidente del Comité de Programación de Gatwick, mientras que British Caledonian, el mayor titular de slots, nombraba al coordinador.

#### Expansión en el extranjero
La primera expansión de Dan-Air en el extranjero ocurrió durante la Guerra Fría en 1968, cuando Frank Tapling, director de ventas, visitó a operadores turísticos alemanes para aumentar la utilización de la creciente flota de Comets y aprovechar que todas las aerolíneas, excepto las con sede en EE. UU., el Reino Unido y Francia, tenían prohibido operar en Berlín Occidental. Operar desde Berlín Occidental permitió a Dan-Air redistribuir la capacidad sobrante en el Reino Unido debido a la devaluación de la libra esterlina y a los controles de cambio que limitaban a los pasajeros a £50 por viaje, y obtener mejores tarifas que en el saturado mercado de vuelos chárter británico. El bajo coste de adquisición de los Comet también permitió a Dan-Air ofrecer a los operadores turísticos alemanes programas de vuelos desde Berlín Occidental a tarifas más competitivas que las de otras aerolíneas chárter de los Aliados —principalmente la también británica Laker Airways y la estadounidense Modern Air.

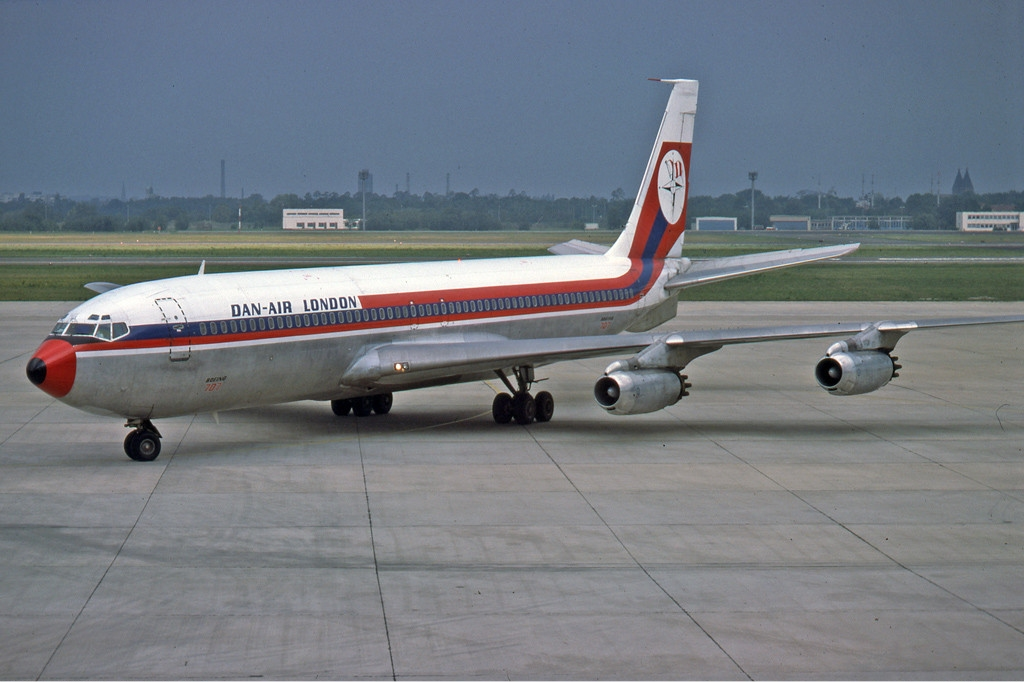
Dan-Air operó este Boeing 707-321 ex-Pan Am, matrícula G-AZTG (ex-N722PA), desde el Aeropuerto de Berlín-Tegel durante el invierno de 1974–75. Se lo ve aquí en Tegel en septiembre de 1978, poco después de regresar de un arrendamiento a Air Malta (el esquema de pintura es híbrido).

El 31 de marzo de 1968 marcó el inicio de la relación de Dan-Air con Tegel, la cual duró 25 años. Ese día, un Comet 4 partió del aeropuerto con destino a Málaga, el primero de casi 300 vuelos IT bajo contrato con el operador turístico Neckermann und Reisen de Alemania Occidental. Dan-Air estableció su primera base en el extranjero en Tegel en 1969. Hasta cinco aeronaves estuvieron basadas allí durante más de dos décadas. Estas incluían inicialmente Comets, One-Elevens y Boeing 707 y 727. Posteriormente fueron reemplazados por Boeing 737, Hawker Siddeley 748 y BAe 146. La flota de Berlín operaba vuelos chárter bajo contrato con operadores turísticos, así como servicios regulares a Ámsterdam y Saarbrücken. Las aeronaves y tripulaciones basadas en Gatwick operaban la mayoría de los vuelos chárter regulares y todos los servicios programados que unían Berlín con Gatwick. En su apogeo, a finales de los años 70 y principios de los 80, Berlín contaba con 170 empleados, en su mayoría locales, y atendía a más de 300.000 pasajeros al año.
Los 727 de Dan-Air en Berlín contaban con tanques de combustible adicionales en el fuselaje para volar sin escalas a las Islas Canarias con plena carga útil. Con 2200 millas (3500 km), la distancia entre Berlín y Las Palmas era mayor que la ruta transatlántica más corta entre Shannon, en el oeste de Irlanda, y Gander, en el este de Canadá. El vuelo de cinco horas era el límite del alcance sin escalas económicamente viable del 727. La mayor capacidad de combustible de los 727-100 basados en Berlín también significaba que estas aeronaves tenían hasta 20 asientos menos que sus homólogas del Reino Unido —131 frente a 151— para aprovechar plenamente el aumento de alcance. Esto, a su vez, permitió a Dan-Air ofrecer a sus pasajeros chárter alemanes una mejor separación entre asientos, en línea con las exigencias de los operadores turísticos alemanes por una configuración más cómoda en lugar de las habituales configuraciones "de alta densidad" en la mayoría de los chárter británicos.
Dan-Air operó el primer vuelo comercial al nuevo edificio terminal de Tegel el 1 de noviembre de 1974 a las 6:00 h con un One-Eleven procedente de Tenerife.

#### Desarrollos de los servicios regulares
Dan-Air operó su primer servicio regular estacional durante el verano de 1956 entre Blackbushe y Jersey. Su primer servicio regular durante todo el año comenzó en 1960, uniendo Bristol y Cardiff con Liverpool. Este servicio fue inaugurado con un par de de Havilland Dove. Posteriormente, se amplió desde Bristol hasta Plymouth, y se reemplazaron los Dove por aviones más grandes como los Heron y DC-3. El patrón de rutas resultante se convirtió en la base de la red Link City. Esta conectaba el suroeste de Inglaterra con el noreste de Inglaterra a través de paradas en los centros comerciales de los Midlands y el noroeste. Los DC-3 continuaron operando todas las rutas domésticas regulares de Link City durante los primeros diez años.
La primera ruta internacional regular fue lanzada en 1960, uniendo Bristol y Cardiff con Basilea. A principios de los años 60 siguieron otros servicios regulares internacionales, desde Liverpool a Róterdam, de Bristol a Basilea vía Bournemouth y desde Bristol y Gatwick a Ostende. Estos fueron operados con DC-3 y Airspeed Ambassador.

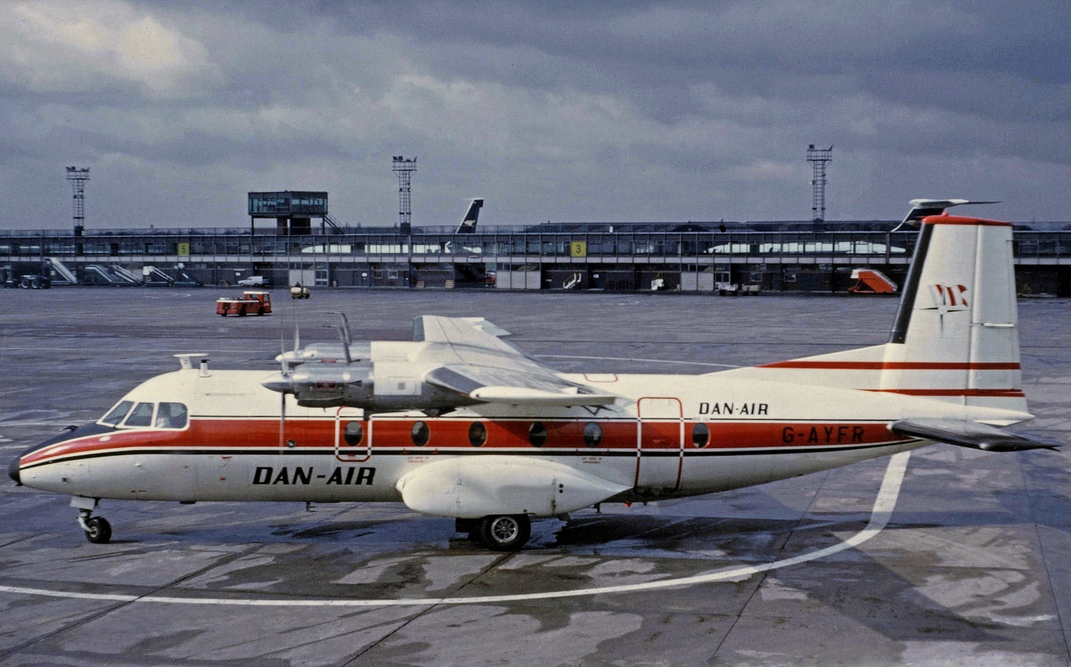
Dan-Air operó este Nord 262 en sus rutas regulares internas del Reino Unido Link City durante 1970–72. La aeronave aparece en el Aeropuerto de Mánchester en marzo de 1971.

La adquisición de Scottish Airlines y Skyways International en 1961 y 1972 amplió las operaciones regulares de la aerolínea. La primera aportó un DC-3 configurado para pasajeros y una ruta estacional que conectaba Prestwick con la Isla de Man. La segunda resultó en la incorporación de cuatro HS 748 adicionales y servicios regulares durante todo el año entre Bournemouth y Jersey y Guernsey, así como vuelos estacionales entre Gatwick y Clermont-Ferrand y Montpellier. Estas aeronaves permitieron a la aerolínea expandir Link City añadiendo Bournemouth y reorganizar la estructura mediante la introducción de las rutas Bournemouth–Birmingham–Liverpool/Manchester–Newcastle y Luton–Leeds Bradford–Glasgow, en abril de 1972. Los horarios ofrecían viajes de ida y vuelta el mismo día de lunes a viernes.
Estos HS 748 ex-Skyways permitieron a Dan-Air inaugurar una ruta estacional Gatwick–Berna en junio de 1972, el primer enlace aéreo regular directo entre el Reino Unido y la capital suiza. La adquisición hizo que el HS 748 se convirtiera en la principal aeronave de vuelos regulares durante los siguientes diez años.
Como consecuencia, los 748 reemplazaron a los Nord 262 que Dan-Air había adquirido de Air Ceylon en 1970 como reemplazo de los DC-3 para operar la ruta Bristol–Cardiff–Liverpool–Newcastle.
Además, Skyways trajo una ruta regular que conectaba el aeropuerto de Lympne en Kent con Beauvais. Esta formaba parte de un servicio combinado autobús–avión entre Londres y París, el cual Skyways había inaugurado en 1955 con aviones DC-3. Dan-Air continuó este servicio hasta principios de la década de 1980. Cuando Ashford cerró en 1974, los servicios se trasladaron a Lydd. Estos servicios eran operados por aviones 748, One-Eleven y Vickers Viscount arrendados de otros operadores.
En 1973, Dan-Air añadió Teesside como escala a Link City e inauguró servicios regulares entre Teesside y Ámsterdam.
En 1974, Dan-Air comenzó a reemplazar los 748 con Comets y One-Elevens en sus servicios regulares estacionales entre Gatwick, Clermont-Ferrand y Montpellier, así como en su ruta regular durante todo el año Luton–Leeds–Glasgow, siendo esta la primera vez que la aerolínea utilizaba reactores en servicios regulares. La capacidad liberada por los turbohélices permitió reintroducir servicios regulares entre Bristol, Cardiff y Ámsterdam, así como el lanzamiento de servicios regulares directos entre Newcastle y la Isla de Man. En abril de ese año, Dan-Air inauguró un servicio regular con retorno el mismo día durante todo el año en la ruta Gatwick–Newcastle con reactores, siendo esta la primera ruta alimentadora nacional entre puntos del Reino Unido operada desde Gatwick. Este servicio, con dos frecuencias diarias y promovido junto con British Caledonian, utilizó inicialmente aviones Comet 4B. A partir de noviembre de 1974, los BAC One-Eleven 300/400 reemplazaron a los Comet en una de las rotaciones. En mayo de 1974, Dan-Air lanzó un servicio Gatwick–Ostende con dos frecuencias diarias operado con HS 748, en conjunto con Sabena. Uno de los dos vuelos diarios de ida y vuelta se realizaba bajo numeración de vuelo de Sabena.
En 1975, Dan-Air inició un servicio regular durante todo el año entre Newcastle y Bergen, así como dos nuevas rutas regulares estacionales que conectaban la Isla de Man con Aberdeen y Gatwick. Esta última fue el primer servicio aéreo regular sin escalas entre Gatwick y la Isla de Man. Ese mismo año, la aerolínea convirtió su servicio regular estacional Gatwick–Berna en una operación durante todo el año. Durante ese año, la compañía extendió su servicio regular estacional entre Gatwick y Clermont-Ferrand hasta Perpiñán, e introdujo aviones One-Eleven en su ruta estacional entre Gatwick y Jersey. El año 1975 también marcó la adquisición de dos BAC One-Eleven 200s procedentes de Zambia Airways, siendo esta la primera vez que la empresa adquiría reactores destinados exclusivamente a operaciones regulares. Uno de los aviones se basó en Gatwick y el otro en Newcastle. Además, 1975 fue el año en que Mánchester se convirtió en la única escala en el noroeste dentro de Link City.
En 1976, Dan-Air inició un servicio regular durante todo el año entre Newcastle y Stavanger.
En 1977, Dan-Air inauguró una ruta regular desde Gatwick a Estrasburgo.
En 1978, el jubileo de plata de Dan-Air, se lanzó un servicio regular que conectaba Gatwick con Bergen.
En noviembre de 1979, Dan-Air reemplazó a British Airways como operador regular entre Gatwick y Aberdeen, en una ruta de alimentación para la industria petrolera. El año 1979 también vio el lanzamiento de un servicio regular entre Gatwick y Toulouse.
En abril de 1980, Dan-Air asumió los servicios regionales deficitarios de British Airways desde Bristol, Cardiff y Newcastle hacia Belfast y Dublín, así como desde Bristol y Cardiff hacia Jersey, Guernsey y París Charles de Gaulle, y desde Leeds/Bradford hacia Guernsey.
En 1981, Dan-Air inauguró una ruta regular que unía Gatwick con Cork, su primer servicio regular desde Gatwick hacia Irlanda, así como un nuevo servicio regular estacional que conectaba Newcastle con Jersey y un nuevo servicio combinado de fin de semana durante todo el año Gatwick–Newcastle–Aberdeen. Durante ese año, la aerolínea inauguró servicios regulares entre Berlín y Ámsterdam Schiphol, la primera ruta regular de la compañía desde Berlín y también la primera ruta regular que no tocaba el Reino Unido. Además, en noviembre, Dan-Air retiró su solicitud ante la CAA para asumir la operación regular de British Airways en las Highlands e Islas.
Durante 1981 y 1982, Dan-Air arrendó tres HS 748 a British Airways para complementar la flota de 748 de esta última en rutas internas escocesas.
La liberalización parcial del acuerdo bilateral de transporte aéreo anglo-irlandés durante los primeros años de la década de 1980 permitió a Dan-Air comenzar operaciones regulares en la ruta Gatwick–Dublín en 1982. A medida que la recesión comenzaba a afectar y los pasajeros de Link City disminuían, la compañía contrató a aerolíneas regionales que operaban aeronaves más pequeñas. En 1982, Metropolitan Airways, una filial de Alderney Air Ferries (Holdings), asumió el horario de Dan-Air en las rutas Bournemouth–Cardiff/Birmingham–Manchester–Newcastle.
En marzo de 1983, Dan-Air asumió la ruta Heathrow–Inverness de British Airways, que operaba con pérdidas. Esta fue la primera vez que la aerolínea operaba un servicio regular desde Heathrow. En mayo de 1983, la compañía operó el primer vuelo regular del mundo con el BAe 146 entre Gatwick y Berna, el primer servicio con reactor comercial en el pequeño aeropuerto que sirve a la capital suiza. Ese mismo año, la compañía comenzó vuelos regulares entre Gatwick y Zúrich, siendo la segunda vez que lanzaba un servicio regular diario en una ruta europea principal. En noviembre de 1983, Dan-Air se unió a Travicom, el sistema de reservas informatizado (CRS) utilizado entonces por las agencias de viaje del Reino Unido.
En enero de 1984, Dan-Air asumió la operación regular interna alemana de Touraine Air Transport entre Berlín y Saarbrücken, siendo la primera vez que la aerolínea operaba una ruta regular completamente dentro de otro país. Ese mismo año, Dan-Air también asumió la ruta regular de British Midland entre Gatwick y el Aeropuerto Internacional de Belfast, así como inició un servicio regular entre Mánchester y Zúrich. En mayo de 1984, Dan-Air comenzó a estacionar un avión en Jersey, incrementando la frecuencia del servicio regular a Gatwick y convirtiéndolo en una operación durante todo el año. Además, 1984 fue el año en que Metropolitan asumió los horarios restantes de Link City de Dan-Air entre Bristol, Cardiff, Leeds y Glasgow.
En 1985, Dan-Air inauguró una ruta regular estacional que conectaba Gatwick con Innsbruck, operada con un BAe 146. Innsbruck fue el primer destino regular de la aerolínea en Austria, que comenzó a recibir aviones comerciales a reacción en vuelos regulares por primera vez. Ese año también fue cuando Dan-Air lanzó una ruta regular todo el año entre Mánchester–Newcastle–Oslo, siendo sus primeros servicios regulares a la capital noruega.
En 1986, Dan-Air lanzó un servicio regular sin escalas durante todo el año entre Mánchester y Ámsterdam.
En 1987, Dan-Air inició un servicio regular entre Gatwick y Lisboa, su primer servicio regular en una ruta principal entre el Reino Unido y la península ibérica. Ese mismo año, la aerolínea se unió a la Asociación de Transporte Aéreo Internacional (IATA) como miembro de la asociación comercial.
Tras la adquisición de British Caledonian por parte de British Airways en diciembre de 1987, los servicios regulares de Dan-Air se transfirieron al sistema de reservas informatizado SystemOne de Texas Air.
En 1988, Dan-Air comenzó servicios regulares entre Gatwick y Madrid. Hacia finales de ese año, la aerolínea también asumió las antiguas rutas de British Caledonian desde Gatwick hacia París Charles de Gaulle, Mánchester, Aberdeen y Niza, obteniendo acceso a algunas de las rutas alimentadoras más importantes de Gatwick, así como a algunas de las rutas principales de corto recorrido más densas y lucrativas de Europa.
Al comienzo del horario de invierno 1988–1989, Dan-Air se convirtió en una aerolínea regular de dos clases cuando, bajo la dirección de Vic Sheppard, introdujo su clase ejecutiva Class Elite entre Gatwick y París y entre Gatwick y Niza en tres One-Eleven 500 reacondicionados. Sheppard se había incorporado a Dan-Air procedente de British Caledonian.
En 1989, Dan-Air introdujo la Class Elite en todos los vuelos regulares desde Gatwick a Dublín, Zúrich, Lisboa, Madrid y Toulouse.
En 1990, Dan-Air introdujo servicios regulares de dos clases durante todo el año desde Gatwick a Tegel y Viena. La ruta Gatwick–Tegel fue el primer enlace regular de Dan-Air entre su principal base en el Reino Unido y su base en el extranjero ya consolidada. Al inicio del horario de invierno 1990–1991, la empresa sustituyó uno de los dos turbohélices HS 748 en Berlín por jets BAe 146 más grandes en la ruta Berlín–Ámsterdam e introdujo servicios regulares directos que enlazaban Berlín con Mánchester y Newcastle vía Ámsterdam. Además, la compañía asumió la ruta alimentadora Gatwick–Ámsterdam de British Airways.
Tras la desaparición de Air Europe a finales de la primera semana de marzo de 1991, Dan-Air comenzó a asumir la mayoría de las rutas regulares de la aerolínea fallida desde Gatwick, comenzando con Gatwick–Bruselas y Gatwick–Oslo. El colapso del rival de Dan-Air también le permitió aumentar frecuencias e introducir aeronaves más grandes en las concurridas rutas Gatwick–Charles de Gaulle y Gatwick–Mánchester. Al comienzo del horario de invierno 1991–1992, Dan-Air aumentó la frecuencia de sus servicios entre Gatwick y el Aeropuerto Charles de Gaulle a nueve vuelos de ida y vuelta por día, y entre Gatwick y Mánchester a ocho vuelos diarios de ida y vuelta. La aerolínea reemplazó los BAC One-Eleven 500 por Boeing 737 en ambas rutas. A partir de entonces, Dan-Air transportó más pasajeros en vuelos regulares de los que British Caledonian había transportado en un solo año durante toda su existencia.
La expansión de las operaciones regulares de Dan-Air en Gatwick continuó a lo largo de 1992, lo que dio lugar a la reanudación de rutas anteriormente operadas por Air Europe hacia Estocolmo Arlanda en febrero y Roma Fiumicino en abril. Además, Dan-Air inauguró la ruta Gatwick–Atenas en marzo y relanzó Gatwick–Barcelona en mayo. Durante ese período, Dan-Air se convirtió en el mayor operador residente de vuelos regulares de corta distancia en Gatwick, controlando el 18% de todos los slots y el 21% de todos los slots en hora punta matutina entre las 8 y las 9 de la mañana.
Además de los servicios regulares por cuenta propia, Dan-Air también fue contratada por otras aerolíneas para operar servicios regulares de pasajeros y de carga.

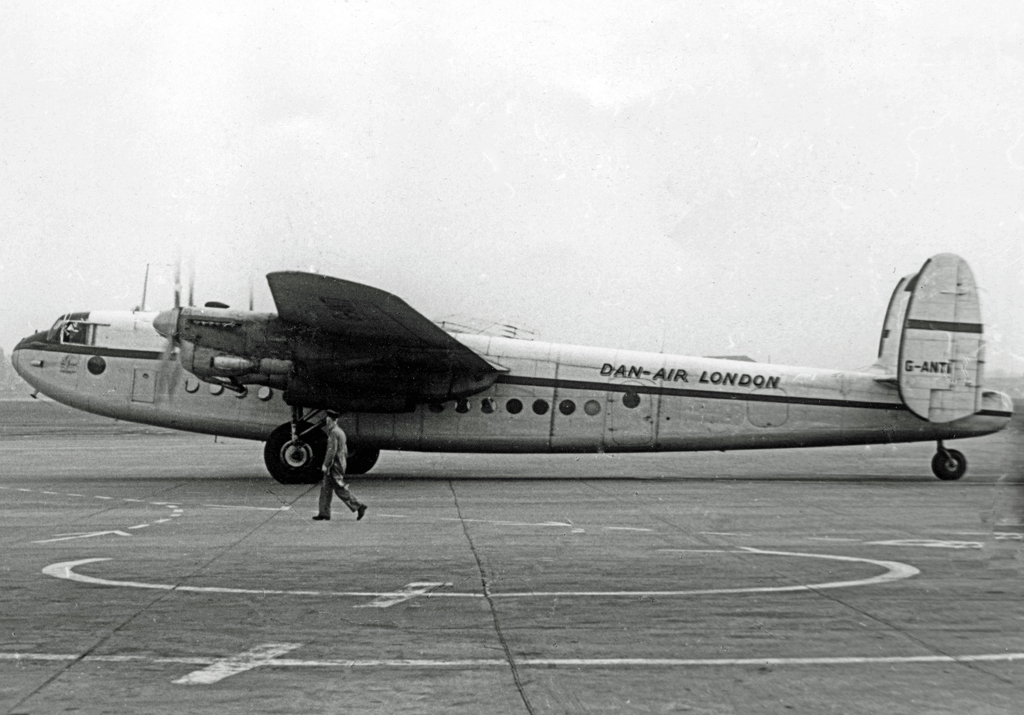
Avión de carga Avro York de Dan-Air en el Aeropuerto de Mánchester en 1960, uno de varios ejemplares operados entre julio de 1954 y abril de 1964.

En 1959, British European Airways (BEA) otorgó a Dan-Air un contrato de dos años para operar su servicio regular de carga seis veces por semana entre Heathrow, Mánchester y el antiguo aeropuerto de Renfrew de Glasgow utilizando aviones de carga Avro York. A partir de 1960, BEA otorgó a Dan-Air contratos adicionales para operar sus servicios de carga desde Heathrow a otros destinos del Reino Unido y Europa continental. La aerolínea finalmente reemplazó los DC-3, que había usado en estos últimos servicios, por Avro York.
Durante un par de meses a partir de octubre de 1968, Kuwait Airways subcontrató toda su operación regular a Dan-Air, que proporcionó tripulaciones de cabina de vuelo para operar Comets mientras sus propios pilotos realizaban el entrenamiento de conversión al Boeing 707 en los Estados Unidos.
Durante la década de 1970, IAS Cargo Airlines subcontrató a Dan-Air para operar el servicio semanal de carga entre Heathrow y Lusaka de Zambia Airways con una pequeña flota de cargueros 707 en librea híbrida Dan-Air/IAS Cargo Airlines.

#### Hitos
Dan-Air afirmó ser la primera aerolínea en transportar un delfín vivo. También reivindicó haber sido la primera en introducir equipos de catering desechables a bordo de sus aviones en 1969.
Dan-Air realizó su primer pedido de un avión nuevo en 1969: un único Handley Page Jetstream para reemplazar el DC-3 asignado al servicio Link City. Sin embargo, el pedido quedó anulado cuando Handley Page entró en liquidación en 1970. A pesar de que las negociaciones estaban en una etapa avanzada, con el futuro del fabricante en duda, fue difícil financiar la compra y no se pudo completar el pedido.
Dan-Air operó su primer vuelo chárter transatlántico en octubre de 1969, de Gatwick a Trinidad con un Comet.
Dan-Air operó una docena de vuelos chárter alrededor del mundo con 707 para operadores turísticos alemanes a mediados de la década de 1970.
Dan-Air fue una de las primeras aerolíneas del Reino Unido en emplear pilotas, con cinco mujeres entre 550 pilotos en 1978. También fue la primera aerolínea británica en tener a una mujer comandante de un avión a reacción. Yvonne Sintes, quien comenzó su carrera como piloto en Morton Air Services en 1965, se unió a Dan-Air como primera oficial de DC-3 con base en Bristol en 1969. Obtuvo el rango de capitana en la flota HS 748 antes de convertirse en comandante de One-Eleven en 1975. Sintes voló los One-Eleven y los Comet hasta su retiro en 1980.
Durante sus 39 años de historia, Dan-Air superó varios hitos importantes en cuanto al número de pasajeros transportados.
En 1960, Dan-Air transportó 100.000 pasajeros. En 1969, superó el medio millón de pasajeros en un año por primera vez. En 1971, transportó más de un millón de pasajeros. En 1973, fue la primera vez que transportó más de dos millones. En 1977 superó los tres millones, y al año siguiente alcanzó los cuatro millones. En 1985 llegó a cinco millones, y en 1989, más de seis millones de personas volaron con Dan-Air, la cifra más alta en su historia. En 1984, Dan-Air transportó más de un millón de pasajeros en vuelos regulares por primera vez. Entre 1966 y 1980, la flota activa de 38 Comet de Dan-Air transportó a 8 millones de pasajeros.

### Cuestiones financieras
1989 marcó un parteaguas: fue el primer año desde la era previa a la decisión de introducir aviones a reacción a mediados de la década de 1960, y la única vez, aparte de un pequeño descenso en 1981–1982,: 27 : 29  cuando la compañía perdió dinero durante un período de 12 meses completos. La pérdida de £3 millones contrastó con las ganancias de £10 millones obtenidas el año anterior. Al igual que la mayoría de los operadores centrados en vuelos chárter, Dan-Air solía generar pérdidas durante el invierno debido a la naturaleza estacional de su negocio. Sin embargo, esto era compensado por las ganancias obtenidas durante el verano, lo que resultaba en una ganancia modesta para todo el período financiero. La situación financiera se deterioró a principios de la década de 1990. La compañía perdió £35 millones en 1991, su último período completo de 12 meses, y £24 millones durante los últimos seis meses de su existencia hasta octubre de 1992.

### Causas del declive
Entre las razones del declive de Dan-Air estuvo la falta de integración vertical con un operador turístico del Reino Unido. Dan-Air fue el último proveedor importante e independiente de asientos de aerolínea chárter para numerosas grandes, medianas y pequeñas agencias de viajes en el Reino Unido y en el extranjero, en un momento en que la mayoría de las empresas turísticas del Reino Unido ya habían creado sus propias aerolíneas. Estas competían entonces con Dan-Air por la mayor parte de los negocios de esos operadores, lo que llevó a una disminución de las tarifas. Esto resultó en una reducción de la importancia de Dan-Air como socio comercial para estos operadores turísticos, reduciendo su estatus de proveedor principal a marginal.
Otra razón fue que su flota contenía demasiados tipos de aeronaves diferentes e incompatibles. Algunas de estas aeronaves eran más viejas y menos eficientes que las operadas por competidores como Air Europe. En consecuencia, la flota de Dan-Air era más costosa de operar y mantener. Los Boeing 727, que Dan-Air siguió adquiriendo a lo largo de la década de 1980, incluidos algunos en arrendamientos poco favorables, resultaron ser una carga financiera.
La decisión de Dan-Air de embarcarse en una importante expansión de los servicios programados desde Gatwick, en un momento en que la economía del Reino Unido todavía estaba afectada por la recesión de principios de la década de 1990, empeoró la situación financiera. Las condiciones económicas en el Reino Unido significaron que los ingresos reales no cumplieron con el presupuesto en el plan de negocios 1991–1995 de Dan-Air, que tenía como objetivo la rentabilidad sostenida para 1995 con una ganancia de £42 millones. Esto significó una inyección de £49 millones de capital de trabajo en la compañía matriz de Dan-Air a través de una exitosa emisión de acciones en 1990 que fue insuficiente para financiar las necesidades de la aerolínea. Los fondos recaudados a través de nuevas acciones fueron insuficientes para estandarizar la flota de Dan-Air con los Boeing 737 300/400 y el Avro RJ115 (promocionado pero nunca construido).  Los fondos también fueron insuficientes para financiar la transformación de una aerolínea chárter económica y alegre con una colección variada de rutas regionales de bajo rendimiento y "baja visibilidad" en un operador programado de alta calidad y "alta visibilidad" en rutas principales de corto alcance.
El último presidente de Dan-Air, David James, dijo que el débil marketing y su mentalidad de chárter, incluso después de la decisión de hacer de los servicios programados de alto perfil el foco de las actividades comerciales, fue una razón de su fracaso en lograr los resultados. Esto significó que, en lugar de hacer de Dan-Air la aerolínea preferida por los viajeros de negocios de alto rendimiento en rutas programadas principales, donde había llegado a ser una fuerza importante tras la desaparición de British Caledonian y Air Europe – como la ruta Gatwick-París Charles de Gaulle – a través de un marketing y publicidad cuidadosamente dirigidos, Dan-Air siguió vendiendo la mayor parte de su inventario programado a consolidadores y agencias de viajes de descuento, de la misma manera en que había vendido su inventario chárter a operadores de tours. La aerolínea veía esto como una forma de minimizar riesgos para llenar los asientos en los servicios programados. Sin embargo, Dan-Air cedió el control de sus asientos programados a terceros cuyas ventas estaban orientadas al volumen. Esto privó a Dan-Air de la oportunidad de aumentar la rentabilidad de sus operaciones programadas al concentrarse en maximizar los ingresos de los viajeros de alto rendimiento.

### Venta a British Airways
Tras conversaciones no concluyentes con Virgin Atlantic para salvar a Dan-Air a cambio de una inversión de £10 millones, la aerolínea fue vendida a British Airways en 1992. British Airways pagó un nominal de £1, a cambio de asumir compromisos financieros de £50 millones, que incluían deudas por £37 millones. Por su parte, British Airways se hizo con 12 de los Boeing 737 más modernos de Dan-Air, un número similar de rutas programadas de corto alcance desde Gatwick, el servicio alimentador Heathrow–Inverness y aproximadamente una quinta parte de sus 2,500 empleados. Dan-Air fue absorbida por la operación de British Airways en Gatwick.
El 27 de noviembre de 1992, el nombre de la compañía fue cambiado de Dan Air Services Ltd a British Airways (European Operations at Gatwick) Ltd. Este remanente de la antigua Dan-Air formó el núcleo de lo que British Airways tenía la intención de ser un feeder de bajo costo para sus servicios programados de largo alcance desde Gatwick, con el objetivo de ayudar a devolver la operación de Gatwick de British Airways, que estaba perdiendo dinero, a una rentabilidad sostenida.

## Asuntos corporativos

### Sede central
Desde 1953 hasta 1987, Dan-Air tuvo su sede en la Ciudad de Londres en Bilbao House.

## Flota

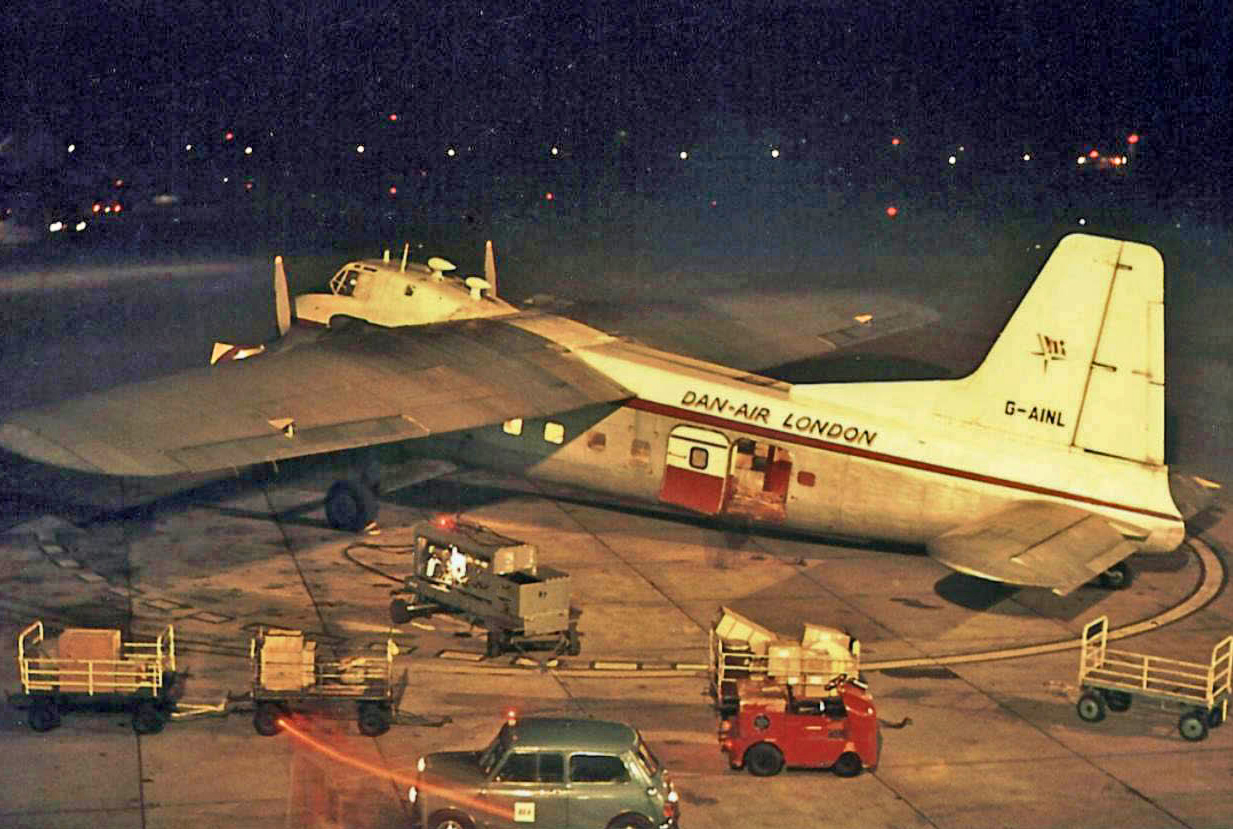
Bristol Freighter 31 de Dan-Air operando un vuelo de carga en el Aeropuerto de Mánchester en 1964.

Operó la mayor flota mundial de de Havilland Comet y fue la última aerolínea del mundo en operarlos. Dan-Air construyó una flota de 49 Comet entre 1966 y 1976. Retiró el último ejemplar en noviembre de 1980. No todas estas aeronaves llegaron a estar en servicio activo; algunas se adquirieron exclusivamente como fuente de repuestos. Los Comet tenían un precio inferior al de otros reactores de segunda mano comparables. Estaban relativamente poco usados, ya que muchos de sus operadores anteriores los habían sustituido tras solo unos pocos años por modelos más grandes y económicos como el Boeing 707 y el Douglas DC-8. Las aeronaves aún tenían muchos años útiles de servicio y costaban solo una fracción de lo que costaban otros aviones de tamaño similar como el BAC One-Eleven 500 o el Boeing 737-200, que todavía eran escasos en el mercado de segunda mano. Esto permitió a la aerolínea reemplazar la mayoría de sus aviones con motores de pistón –como el Avro York, el Bristol 170 Freighter y el Airspeed AS 57 Ambassador– que habían llegado al final de su vida útil o estaban cerca de hacerlo, de forma relativamente económica.

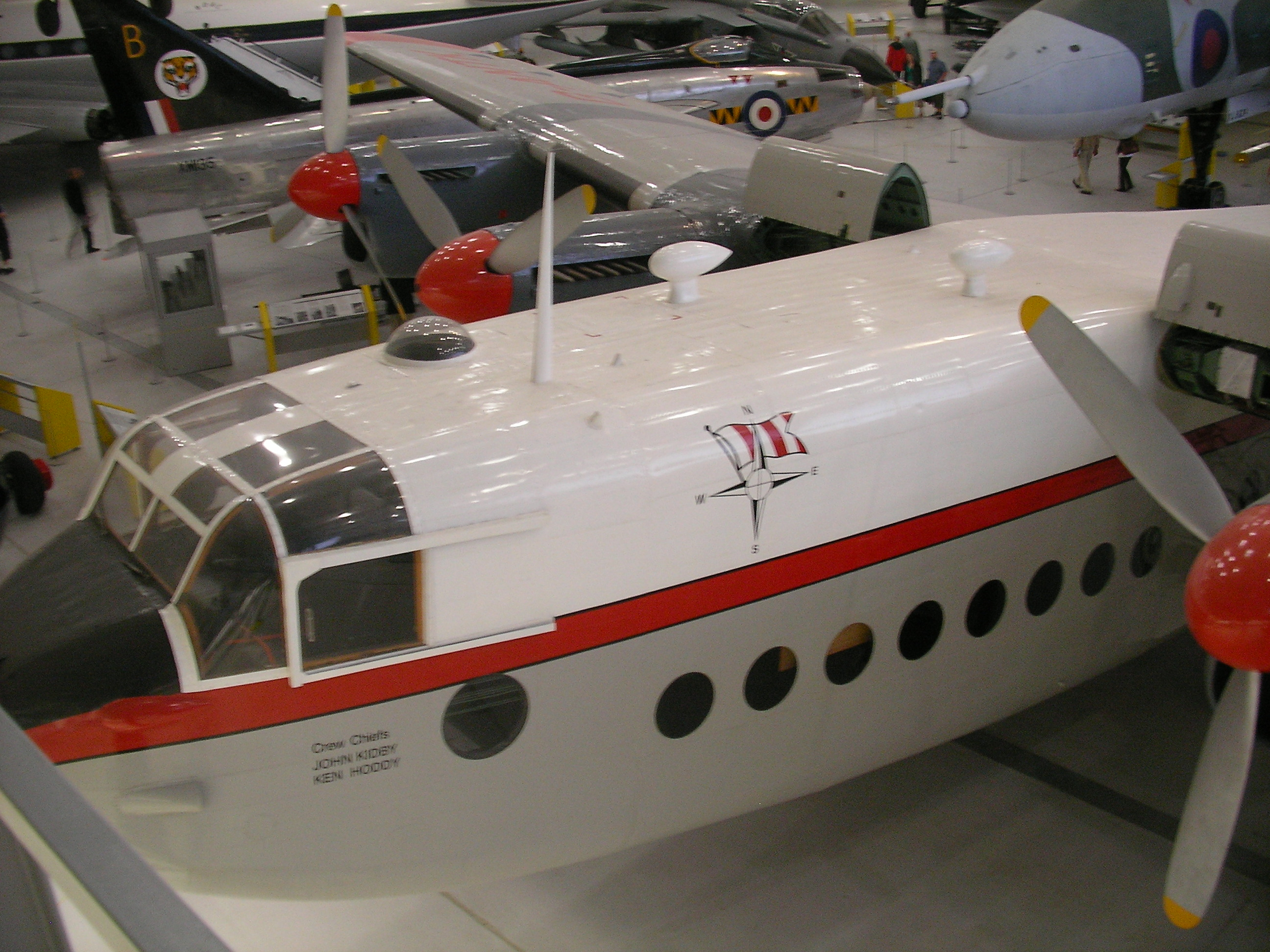
Avro York de Dan-Air en el Museo Imperial de la Guerra de Duxford.

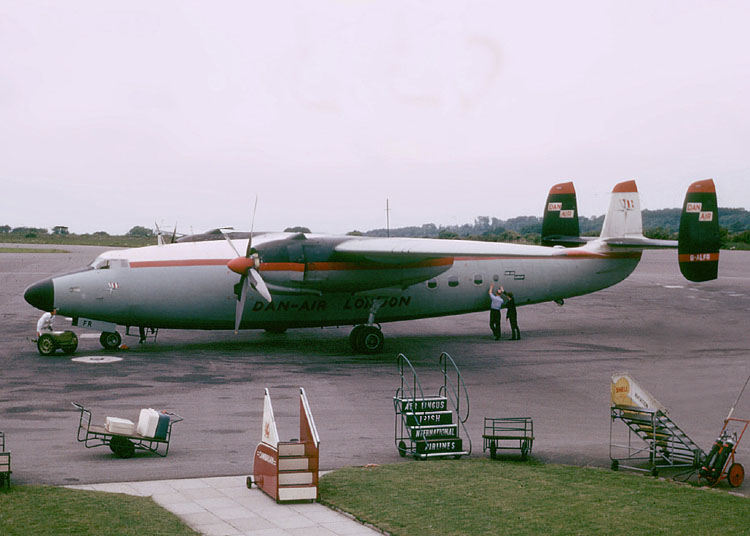
Airspeed AS 57 Ambassador de Dan-Air en el Aeropuerto de Bristol en 1965.

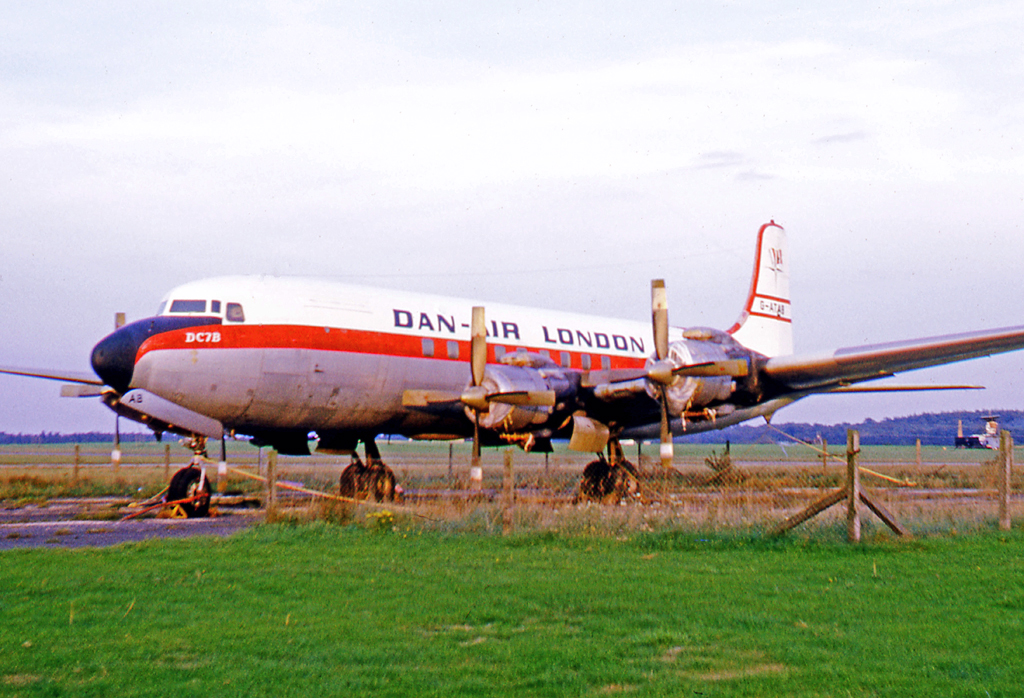
Avión de carga Douglas DC-7BF de Dan-Air en 1969

Dan-Air fue la última aerolínea comercial en operar el Ambassador. Un pequeño número de estos aviones bimotores de ala alta sobrevivieron en la flota hasta la era de los reactores. El último fue retirado en septiembre de 1971 tras su último servicio regular entre Jersey y el Aeropuerto de Gatwick.
Dan-Air fue el primer operador británico del trirreactor Boeing 727, en ese momento el avión comercial a reacción más vendido del mundo. El primero de tres Boeing 727 de la serie 100 anteriormente operados por Japan Airlines fue incorporado el 13 de abril de 1973. Entre otras modificaciones, la aeronave necesitaba un sistema completo de protección contra pérdida de sustentación para cumplir los requisitos de aeronavegabilidad civil británicos.

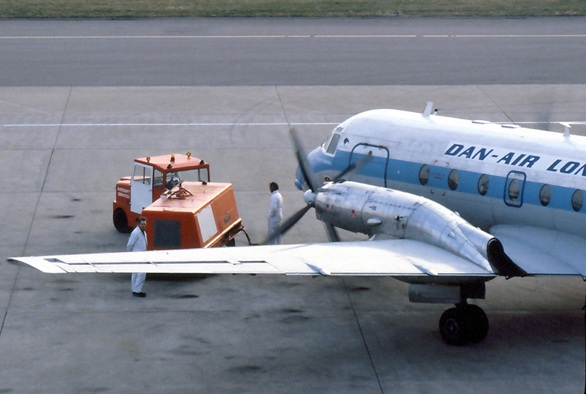
Hawker Siddeley HS 748 de Dan-Air en el Aeropuerto de Cardiff en 1980.

Los ocho Boeing 727-100 originales de Dan-Air, que entraron en servicio entre 1973 y 1978, diferían de los aviones registrados en el extranjero. Los ejemplares de Dan-Air incluían puertas de emergencia adicionales a cada lado del fuselaje trasero, así como un sistema de protección contra pérdida de sustentación conocido como "stick pusher". Las salidas adicionales eran necesarias para certificar la aeronave con una capacidad máxima de 150 pasajeros. Esto requería cumplir con la normativa de la CAA británica que exigía que todos los pasajeros pudieran evacuar en 90 segundos utilizando solo la mitad de las salidas disponibles. La protección contra pérdida de sustentación se introdujo tras experiencias con las características de pérdida de aviones británicos a reacción con cola en T, tanto civiles como militares, incluyendo la pérdida de un Hawker Siddeley Trident durante un vuelo de prueba sobre Norfolk al entrar en una pérdida profunda. Este sistema de protección consistía en un stick pusher, un "nudger" y un "shaker" independiente para cada piloto. Cuando la aeronave estaba en peligro de entrar en pérdida, advertía a los pilotos mediante la vibración de las columnas de control, además de corregir la actitud de vuelo y la altitud, en un intento de aumentar la velocidad y evitar una pérdida profunda irrecuperable. Se estimó que la instalación del sistema de protección contra pérdida costó a Dan-Air £100,000 por aeronave y hasta £1 millón por toda la flota.
Además de los Comet y los 727, Dan-Air operó principalmente BAC One-Eleven y Hawker Siddeley 748 durante su periodo de mayor éxito en las décadas de 1970 y 1980.
En mayo de 1983, Dan-Air fue la primera en poner en servicio comercial el reactor regional cuatrimotor BAe 146.: 28 
Los siguientes modelos de aeronaves formaron parte de la flota de Dan-Air en algún momento durante sus 39 años de historia:

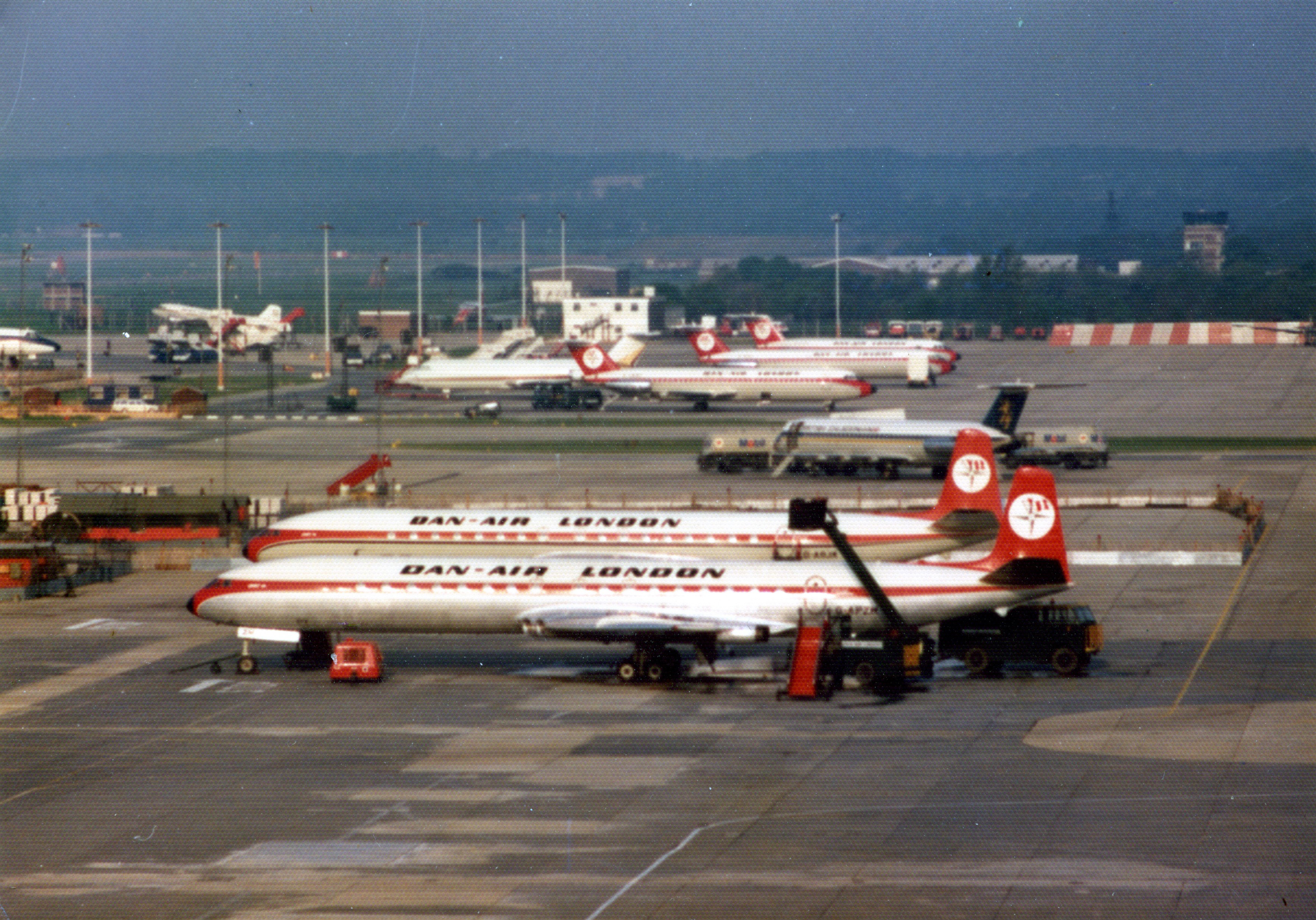
de Havilland Comet y
BAC One-Eleven de Dan-Air en el Aeropuerto de Gatwick en 1976.

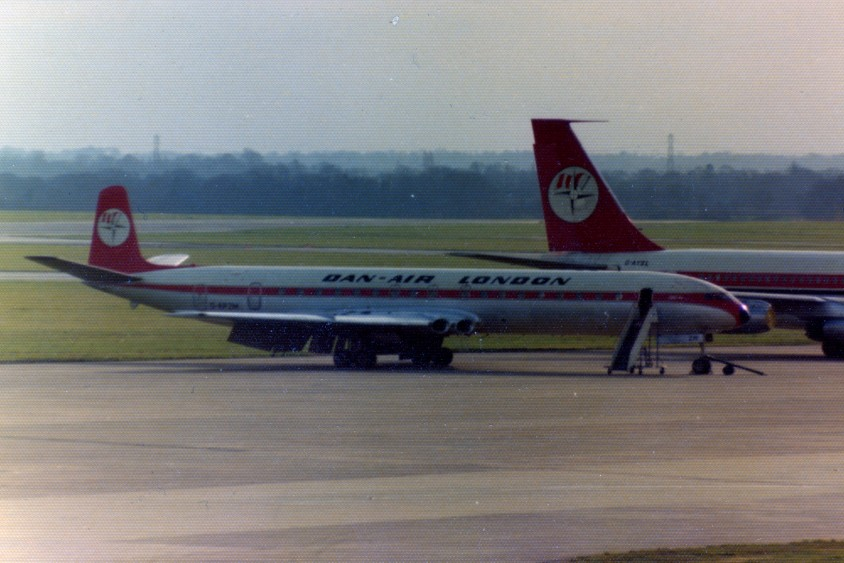
de Havilland Comet junto a un Boeing 707 en el Aeropuerto de Mánchester en 1976.

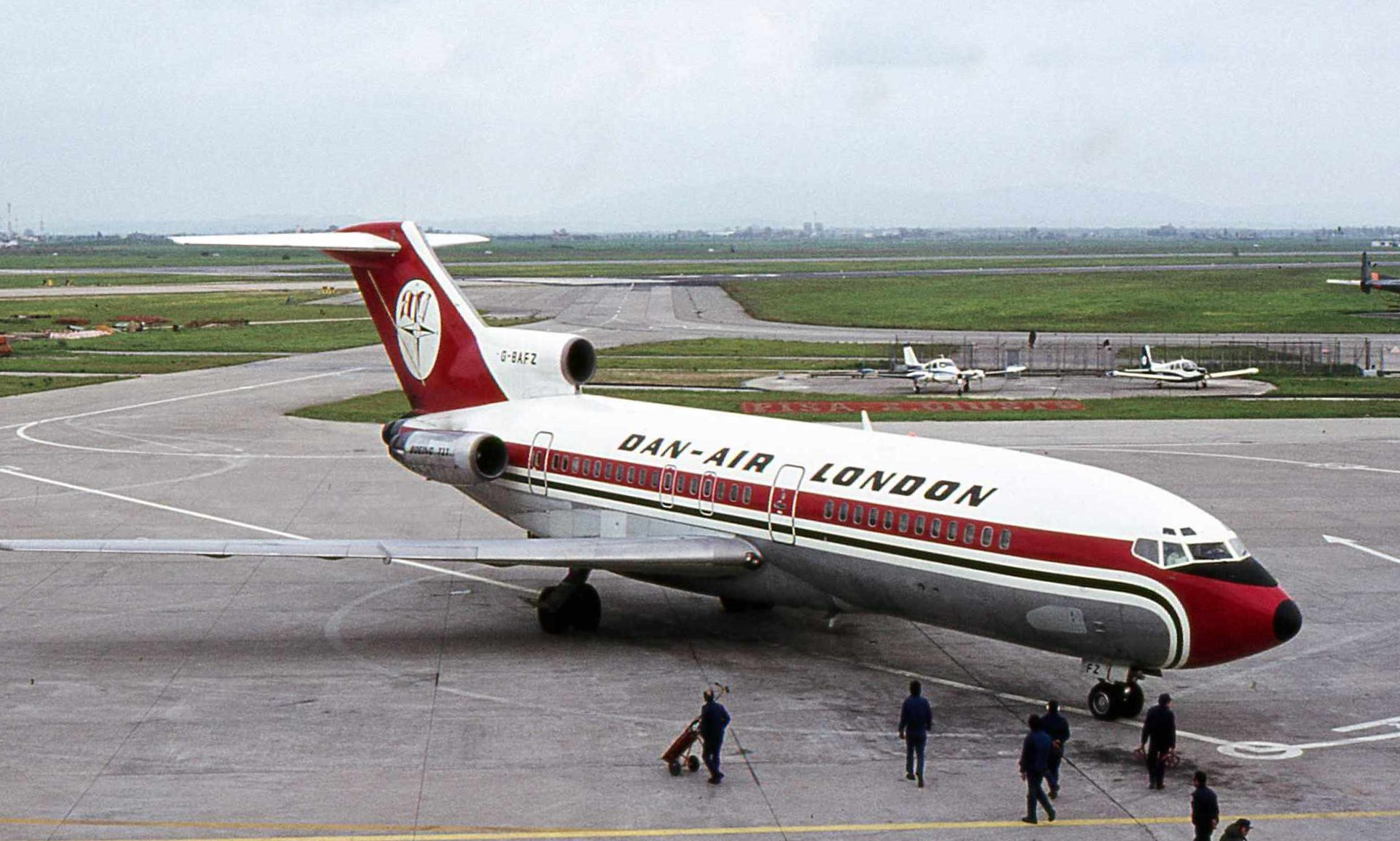
Boeing 727-100 de Dan-Air en 1974

| Aeronaves                            | Total | Introducido | Retirado | Matrículas |
| ------------------------------------ | ----- | ----------- | -------- | --- |
| Airspeed Ambassador                  | 9     | 1959        | 1971     | G-ALFR, G-ALZN, G-ALZX, G-ALZY, G-AMAA, G-ALZO, G-AMAE, G-AMAG y G-AMAH |
| Airbus A300                          | 3     | 1986        | 1990     | G-BMNB, G-BMNC y G-BMNA |
| Avro 685 York                        | 6     | 1954        | 1964     | G-ANTI, G-ANTK, G-ANXN, G-AMUT, G-AMUV y G-ANTJ |
| BAC 1-11                             | 24    | 1969        | 1993     | G-ATPJ, G-ATPK, G-ATPL, G-ATTP, G-ATVH, G-AXCP, G-AXCK, G-BPNX, G-AZED, G-AVOE, G-AVOF, G-AWWX, G-BCXR, G-BDAS, G-BDAE, G-BCWA, G-BJYL, G-AXYD, G-AZPZ, G-BEKA, G-BDAT, G-BJYM, G-BJMV y G-TARO |
| Boeing 707                           | 6     | 1970        | 1978     | N721PA (rrg. G-AYSL), G-AZTG, G-BEBP, G-BEAF, G-BEZT y G-BEVN |
| Boeing 727-100                       | 11    | 1972        | 1991     | G-BMZU, G-BAFZ, G-BAJW, G-BAEF, N285AT, G-BFGM, G-BFGN, G-BDAN, G-BCDA, G-BEGZ y G-BKCG |
| Boeing 727-200                       | 11    | 1980        | 1992     | G-BPNS, G-BPNY, G-BMLP, G-BNNI, G-BPND, G-BKAG, G-BKNG (rrg. G-NROA), G-BHVT, G-BHNF y G-BHNE |
| Boeing 737-200                       | 8     | 1981        | 1992     | G-BICV, G-BKAP, G-BKNH, G-BJXL, G-ILFC (rrg. G-WGEL), G-BJXJ, G-BMDF y G-BLDE |
| Boeing 737-300                       | 3     | 1985        | 1992     | G-SCUH, G-BOWR y G-BNNJ |
| Boeing 737-400                       | 9     | 1989        | 1992     | G-BNNK, G-BNNL, G-BVNM, G-BVNN, G-BVNO, G-BPNZ, G-TREN, G-BSNV y G-BSNW |
| Bristol Freighter                    | 2     | 1958        | 1968     | G-AINL y G-APLH |
| British Aerospace 146                | 9     | 1984        | 1992     | G-BPNP, G-BPNT, G-BRJS, G-SCHH, G-BKMN, G-BKHT, G-BSLS, G-BUHB y G-BUHC |
| De Havilland Canadá DHC-6 Twin Otter | 1     | 1982        | 1983     | G-BELS |
| De Havilland Comet                   | 47    | 1960        | 1980     | G-APDA, G-APDB, G-APDC, G-APDD, G-APDE, LV-AHN, G-APDK, G-APDL, G-APDM, G-APDN, G-APDO, G-APDP, G-APMB, G-APMC, G-APMF, G-APDG, G-APDJ, 5X-AAO, G-AZLW, 5H-AAF, G-AZIY, G-APMD, G-APME, G-APYC, G-APYD, G-APZM, G-APMG, G-ARDI, G-BBUV, G-ARJK, G-ARGM, G-ARJL, G-ASDZ, G-BEEX, G-ARJN, G-AROV, G-BEEY, G-BDIF, G-AYWX, G-BEEZ, G-BDIT, G-BDIU, G-BDIV, G-BDIW, G-BDIX, 5Y-AAA y G-AYVS |
| De Havilland DH.104 Dove             | 1     | 1960        | 1965     | G-ALVF |
| De Havilland DH.114 Heron            | 2     | 1957        | 1965     | G-AOZM y G-ANCI |
| Douglas DC-3                         | 4     | 1953        | 1971     | G-AMPP, G-ALXK, G-AMSS y G-AMSU |
| Douglas DC-4                         | 2     | 1965        | 1966     | G-APID y G-ARXJ |
| Douglas DC-7                         | 1     | 1966        | 1969     | G-ATAB |
| Embraer EMB-110 Bandeirante          | 1     | 1982        | 1983     | OY-ASL |
| Handley Page Dart Herald             | 1     | 1984        | 1984     | G-BAVX |
| Hawker Siddeley HS 748               | 21    | 1971        | 1992     | G-ARAY, G-ARMW, G-ARMX, G-BEKC, G-BEKF, G-BEJD, G-BEKD, G-BEKE, G-ARRW, G-BEJE, G-BEKG, G-ASPL, G-AXVG, G-ATMI, G-ATMJ, G-AZSU, G-BEBA, G-BFLL, G-BHCJ, G-AYYG y G-BIUV |
| Nord 262                             | 1     | 1970        | 1972     | G-AYFR |
| ROMBAC 1-11                          | 1     | 1989        | 1990     | YR-BRD |
| Vickers Viscount                     | 8     | 1975        | 1980     | G-ARBY, G-ARGR, G-ARIR, G-BDRC, G-CSZB, G-BBDK, G-BGLC y G-BCZR |

## Accidentes e incidentes

### Accidentes mortales
Durante los 39 años de existencia de Dan-Air, la aerolínea sufrió siete accidentes que involucraron la pérdida de aeronaves y vidas humanas, tres de los cuales causaron la muerte de pasajeros de pago. Estos accidentes fueron:
- Accidente del Avro York de Dan-Air en 1958: un Avro York se estrelló el 25 de mayo de 1958 mientras realizaba un aterrizaje forzoso en Gurgaon, Haryana, India, luego de que uno de sus motores se incendiara durante un vuelo de carga entre Karachi y Delhi. El operador de radio fue el único sobreviviente de los cinco ocupantes.[197][198][199]

- Un Piper PA-23 Apache 160 (matrícula G-ATFZ) que realizaba un vuelo de posicionamiento/tripulación desde Gatwick vía Lasham hacia Bristol por debajo de las nubes y con mal tiempo, se estrelló el 1 de septiembre de 1966 en Loxhill, Hascombe, cerca de Godalming, Surrey, Inglaterra. La aeronave quedó destruida y ambos pilotos fallecieron al impactar contra árboles en la cima de una colina.[200][201]

- Vuelo 1903 de Dan-Air: un de Havilland Comet 4 que realizaba un vuelo chárter entre Mánchester y Barcelona se estrelló contra una montaña cerca de Arbucias en Cataluña, noreste de España, el 3 de julio de 1970. La aeronave quedó destruida y murieron los 105 pasajeros y siete tripulantes. Fue el primer accidente de la aerolínea con víctimas entre pasajeros de pago.[151][202][203]

- Accidente del Boeing 707 de Dan-Air en 1977: un Boeing 707-321C de carga en la última etapa de un vuelo internacional desde Heathrow se estrelló cerca del Aeropuerto de Lusaka el 14 de mayo de 1977.[204] El estabilizador horizontal derecho, incluyendo el elevador, se desprendió durante la aproximación debido a fatiga metálica, causando la pérdida de control de cabeceo. También influyeron el diseño inadecuado del larguero trasero, el proceso de certificación del regulador y los procedimientos de inspección del operador.[205] Murieron los seis ocupantes. El accidente generó un debate sobre los requisitos de mantenimiento y la limitación de vida útil de los aviones “geriátricos”.[206][207][208]

- Vuelo 0034 de Dan-Air: un Hawker Siddeley 748 serie 1 (matrícula G-BEKF) que operaba un vuelo de apoyo a la industria petrolera se estrelló el 31 de julio de 1979 en el Aeropuerto de Sumburgh, en las Islas Shetland, Escocia. La aeronave no logró despegar, atravesó la valla perimetral y cayó al mar. El accidente se debió a que el bloqueo de ráfagas del elevador[209] se había vuelto a enganchar, impidiendo que la aeronave pudiera rotar a una actitud de vuelo. La aeronave fue destruida y 17 de los 47 ocupantes se ahogaron.[209]

- Vuelo 1008 de Dan-Air: un Boeing 727-46 (matrícula G-BDAN) se estrelló el 25 de abril de 1980 mientras se preparaba para aterrizar en Los Rodeos (hoy Aeropuerto de Tenerife Norte), Islas Canarias, al final de un vuelo chárter desde Mánchester. La aeronave impactó contra terreno elevado tras girar en la dirección equivocada durante un patrón de espera. La aeronave fue destruida y murieron las 146 personas a bordo. Este accidente fue el desastre aéreo más mortal de una aeronave registrada en el Reino Unido en cuanto a pérdida de vidas.[210][211]

- Vuelo 240 de Dan-Air: el 26 de junio de 1981, un Hawker Siddeley 748 serie 2 (matrícula G-ASPL[212]) que realizaba un vuelo postal regular de Gatwick al Aeropuerto de East Midlands se estrelló en Nailstone, Leicestershire (a 12 millas de su destino), causando la muerte de ambos pilotos y del asistente postal a bordo.[213] La puerta trasera derecha del avión se abrió en pleno vuelo. Posteriormente se desprendió, golpeó el estabilizador horizontal y quedó atascada en el borde de ataque. Esto provocó una pérdida de control que hizo que la aeronave entrara en un picado pronunciado, durante el cual las alas y el estabilizador se separaron debido a esfuerzos excesivos.[214]

### Incidentes no fatales
Además de los accidentes fatales mencionados anteriormente, Dan-Air sufrió una serie de incidentes no fatales, la mayoría de los cuales ocurrieron durante los primeros años de existencia de la aerolínea, en la era de los motores de pistón. Estos normalmente dañaban la aeronave más allá de toda reparación, pero no causaban pérdidas humanas.
Hubo cinco incidentes que llegaron a los titulares de la prensa local y/o internacional:
- En 1971, uno de los Comet de la aerolínea que operaba un vuelo chárter transportando trabajadores migrantes turcos desde Berlín-Tegel hacia Estambul fue "escoltado" por aviones de combate de Bulgaria hasta Sofía. La tripulación del avión intentaba tomar la ruta más corta hacia Estambul al salir del espacio aéreo yugoslavo, entrando en el espacio aéreo búlgaro en lugar de seguir la ruta más larga por Grecia. Desconocían que el entonces gobierno comunista de Bulgaria prohibía el paso por su espacio aéreo a cualquier vuelo que saliera o se dirigiera a un aeropuerto de Berlín Occidental, sin hacer escala en otro aeropuerto fuera de Berlín Occidental. La aeronave aterrizó sin problemas en Sofía. Fue liberada junto con su tripulación y pasajeros cuando el comandante del vuelo pagó la multa impuesta por las autoridades búlgaras por violar su espacio aéreo.[215]

- En 1973, aviones de combate de Somalia obligaron a aterrizar en el Aeropuerto de Mogadiscio a un Boeing 707 de Dan-Air que volaba a través del espacio aéreo somalí en ruta desde Londres-Gatwick hacia Seychelles y Mauricio, con 83 pasajeros a bordo. La aeronave estaba sobrevolando Somalia sin haber solicitado permiso previo, debido a un "error administrativo" por parte de la aerolínea. Como consecuencia de esta violación, el capitán del avión fue llevado a tribunales y la aerolínea recibió una multa de £600.[216][217]

- En 1974, uno de los Boeing 727 de la compañía (un Boeing 727-46, matrícula G-BAEF) impactó contra la antena del localizador del Sistema de aterrizaje por instrumentos del Aeropuerto de Luton mientras despegaba en un vuelo chárter hacia Corfú, dejando inoperativo el sistema. La aeronave se desvió hacia Londres-Gatwick, donde aterrizó sin problemas.[218][219]

- El 30 de septiembre de 1988, mientras se realizaba la reparación y prueba de motores del Boeing 727-217Adv. G-BKAG de Dan-Air, que había abortado un despegue en Berlín-Tegel debido a una alerta de presión de aceite, la aeronave colisionó con una pasarela de embarque del edificio terminal mientras los ingenieros la remolcaban de regreso a su posición. El accidente hirió gravemente al empleado que manejaba la pasarela y rompió el depósito central de combustible del avión, completamente abastecido, en la raíz del ala izquierda, derramando gran cantidad de combustible de aviación en la plataforma. Los ingenieros no habían presurizado el sistema hidráulico, lo que provocó la pérdida total de presión y dejó el avión sin frenos ni dirección justo antes de llegar a la posición.[220]

- El 2 de marzo de 1989, un HS 748 de Dan-Air aterrizó por error en el aeródromo Langford Lodge en lugar del cercano Aeropuerto de Belfast-Aldergrove, destino previsto del vuelo regular desde Newcastle. Al salir de las nubes sobre el Lough Neagh, en aproximación final a la pista 07 de Aldergrove, el comandante creyó estar alineado con la pista correcta, pero en realidad aterrizó en el aeródromo privado de Langford Lodge,[221] a menos de una milla antes del punto de aproximación final a la pista 07 de Aldergrove.[222]